# Enciclopedia dantesca
La Enciclopedia dantesca es una obra temática publicada entre 1970 y 1978 por el Istituto dell'Enciclopedia Italiana Treccani, creada con el objetivo de analizar y profundizar en la figura del poeta florentino Dante Alighieri, su fortuna literaria y la relación de su obra con el desarrollo posterior de la lengua y la literatura italiana. Fue concebido con motivo del séptimo centenario del nacimiento de Alighieri, celebrado en 1965. La obra se realizó bajo la dirección del italianista Umberto Bosco, que también fue su creador.

## Estructura de la obra
La obra está estructurada en seis volúmenes con un total de más de 6000 páginas. Los volúmenes están encuadernados en tela, con lomo de cuero, y con títulos impresos en oro en el lomo y la cubierta.
Cada volumen cuenta con numerosas ilustraciones fuera del texto.
- Volumen 1: A-Cil; [XXII]-1006 pp., 1970.
- Volumen 2: Cim-Fo; [VIII]-993 pp. 1970;
- Volumen 3: Fr-M; [VIII]-1071 pp., 1971.
- Volumen 4: N-Sam; [VIII]-1098 pp., 1973.
- Volumen 5; San-Z; [VIII]-1174 pp., 1976.
- Volumen 6, Apéndice; 1015 pp., 1978.

### Volúmenes del primero al quinto
Los cinco primeros volúmenes recogen, por orden alfabético, una serie de entradas relacionadas con la figura y la obra de Dante, su vida, su fortuna y la tradición crítica sobre su obra. Las entradas incluyen también las figuras de críticos literarios, filólogos, editores, estudiosos en general, que han realizado importantes aportaciones en el campo de interés de la obra, como por ejemplo, Pietro Fraticelli, Lanfranco Caretti, Salvatore Battaglia, Umberto Bosco, Carlo Dionisotti, Manfredi Porena, Guido Mazzoni, Rocco Montano y Étienne Gilson. Cada entrada del lemario está elaborada por un especialista en la materia.

### Apéndice
El sexto volumen consiste en un apéndice dedicado a una revisión biográfica, crítica, textual y bibliográfica.
Presenta una serie de ensayos sobre la vida y la poética de Dante, empezando por una extensa y minuciosa biografía de Giorgio Petrocchi, seguida de un ensayo del lingüista Ignazio Baldelli sobre los aspectos estilísticos y lingüísticos de sus obras vernáculas, incluida la reflexión teórica del propio Dante sobre la lengua vernácula.
También hay una amplia sección centrada en el análisis de las estructuras de la lengua vernácula florentina utilizada por Alighieri (fonética, morfología, sintaxis de la oración, sintaxis del período, formación de palabras).
El apéndice contiene también una amplia nota bibliográfica dividida en dos partes: la primera sección, a cargo de Eugenio Ragni, está dedicada a las ediciones del corpus de las obras de Dante. La segunda parte, editada por Enzo Esposito, recoge, en cambio, las obras sobre Dante.
La última parte del apéndice reproduce la opera omnia de Alighieri, tanto en lengua vernácula como en latín.

## Otras ediciones

### Edición en fascículos
En 1984 se publicó una segunda edición revisada. En 2005-2006, se publicó una edición en fascículos que se distribuyó a través del circuito de quioscos de diarios y revistas. Los fascículos se reunieron en dieciséis volúmenes, más delgados que los seis tomos originales.
En cuanto a los contenidos, la nueva edición refleja íntegramente los de la edición original, con la única excepción de las partes muy especializadas en las estructuras de la lengua vernácula de Dante. Además, la edición ha contado con una bibliografía actualizada, necesaria para tener en cuenta los estudios y la dicción que han tenido lugar en el tiempo desde los años 70.

### Edición en línea
Al igual que muchas otras obras del Istituto dell'Enciclopedia italiana Treccani, la Enciclopedia dantesca también está disponible en línea de forma gratuita. Todas las entradas del lemario (a excepción del aparato iconográfico fuera del texto) pueden consultarse en el sitio www.treccani.it, accesible, por ejemplo, a través del motor de búsqueda interno.